# Баум, Пауль
Пауль Баум (нем. Paul Baum; 22 сентября 1859, Мейсен — 15 мая 1932, Сан-Джиминьяно) — художник, рисовальщик и график, один из крупнейших представителей постимпрессионизма в Германии).

## Биография
Пауль Баум начал свою творческую деятельность как рисовальщик цветов на посуде, работая в родном городе на королевском фарфоровом заводе. Затем учился у Фридриха Преллера Младшего в дрезденской Академии художеств. В 1878 году Баум переезжает в Веймар, где учится в местной Школе искусств у художника Теодора Хагена. Во время учёбы он совершает путешествия по Северной Германии, Фландрии и Голландии.
В 1888 году Баум живёт в Мюнхене и присоединяется к колонии художников Дахау, где подружился с Карлом Банцером и Максом Штремелем. В марте 1890 года он совершает совместно со Штремелем поездку в Париж, где оба художника знакомятся с работами французских импрессионистов. Вскоре после этого Баум покидает Дахау и селится в бельгийском городе Кнокке-Хейст. Здесь он в 1894 году знакомится с Камилем Писарро и бельгийским художником-пуантилистом Тео ван Рейссельберге. В том же году Баум уезжает в Дрезден и участвует в художественном движении Дрезденский сецессион. В 1895 году художник переселяется в город Слёйс в Нидерландах, где живёт до 1908 года, время от времени совершая поездки в Италию, Южную Францию, Турцию и в Берлин, где он в 1902 году принимает участие в выставке Берлинский сецессион.
В 1909 году Баум получает премию Вилла Романа, после чего он прожил 4 года в Италии, главным образом в Тоскане. С началом Первой мировой войны художник возвращается в Германию и в 1914 году становится профессором в дрезденской Академии искусств. С 1918 года он — профессор по классу пейзажа в кассельской Академии искусств. После 1924 года Баум живёт преимущественно в Сан-Джиминьяно, где в 1932 году умирает от воспаления лёгких.

## Творчество
Ранние работы Баума выполнены в манере барбизонской школы. После посещения Парижа художник стал больше использовать присущие импрессионистам светлые тона. Познакомившись с Тео ван Рейссельберге, художник развивает, начиная с 1900 года, свой собственный постимпрессионистский стиль живописи. Наиболее известны его пейзажи из Фландрии, Голландии и Зеландии, изображения каналов и полей, защищаемых от моря дамбами, выполненные в пуантилистской манере. Помимо работ маслом, Пауль Баум писал также акварели, оставил множество рисунков, гравюр и цветных литографий.

## Галерея

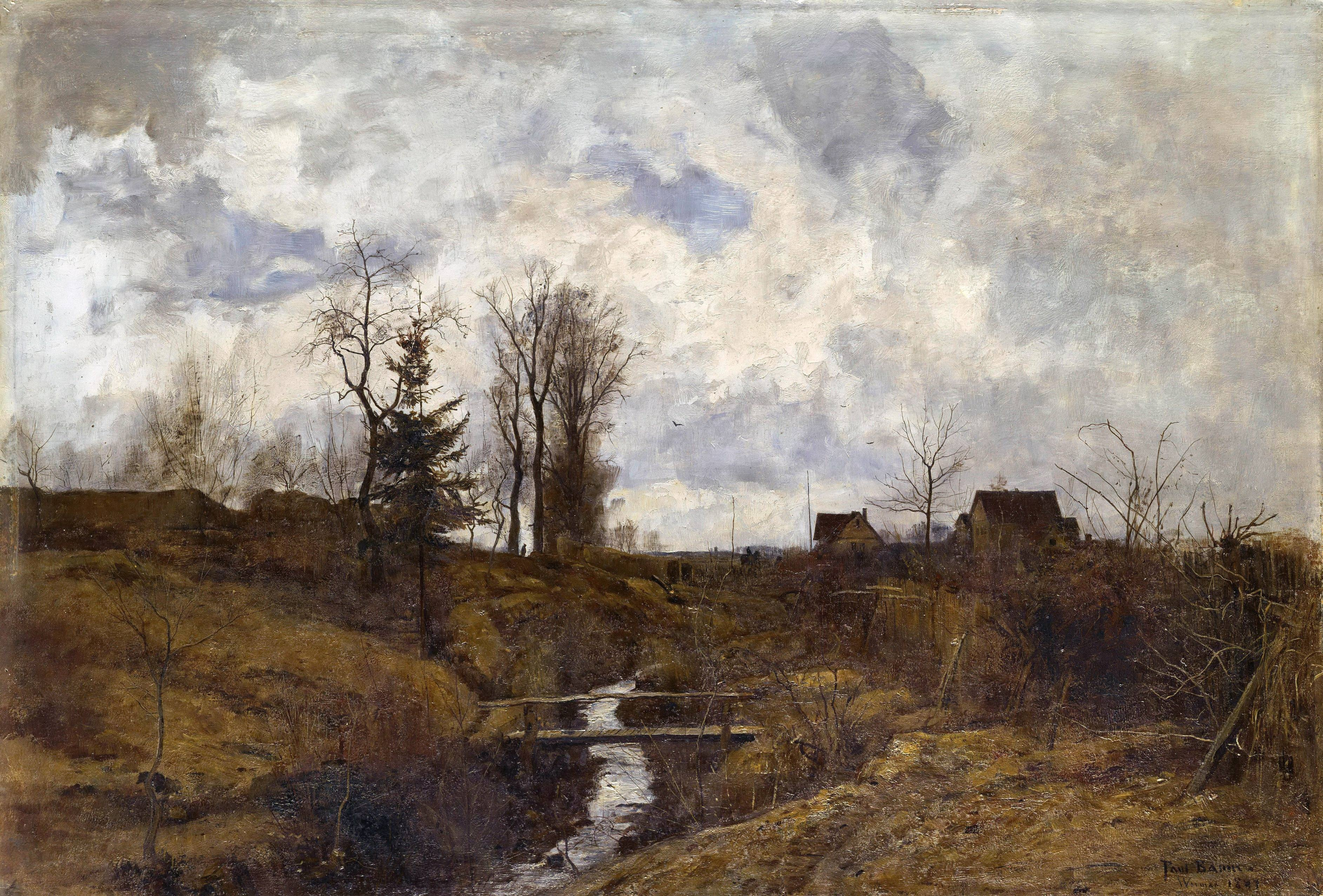
Веймар. После дождя.
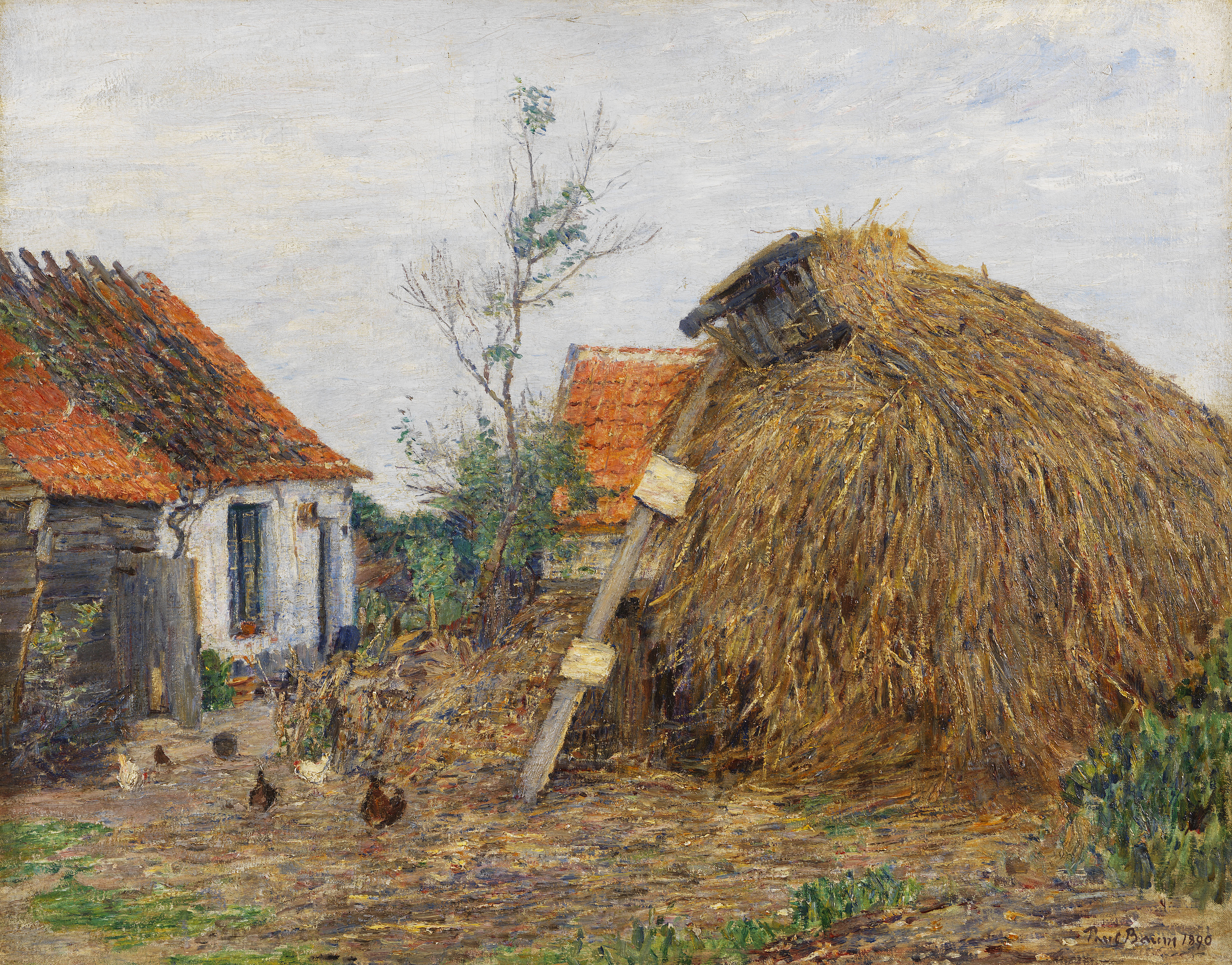
Крестьянский двор с копной сена.
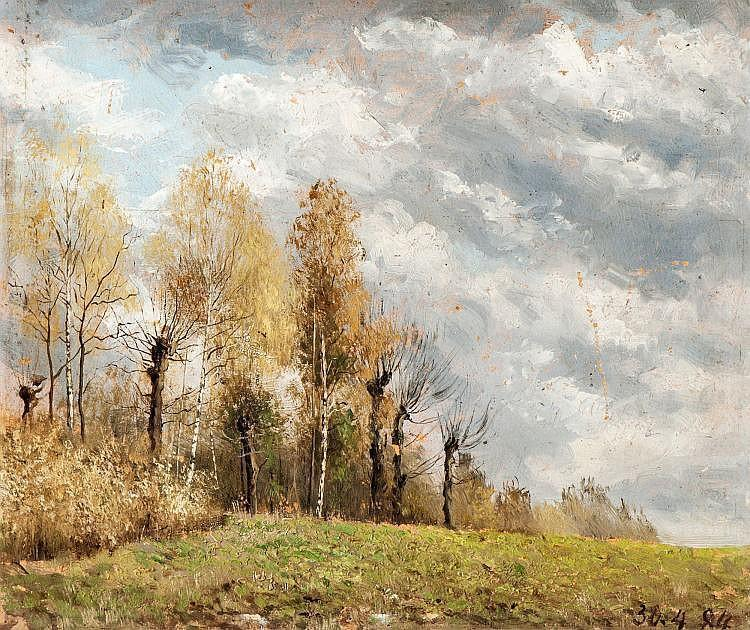
Берёзовая роща в окрестностях Веймара.
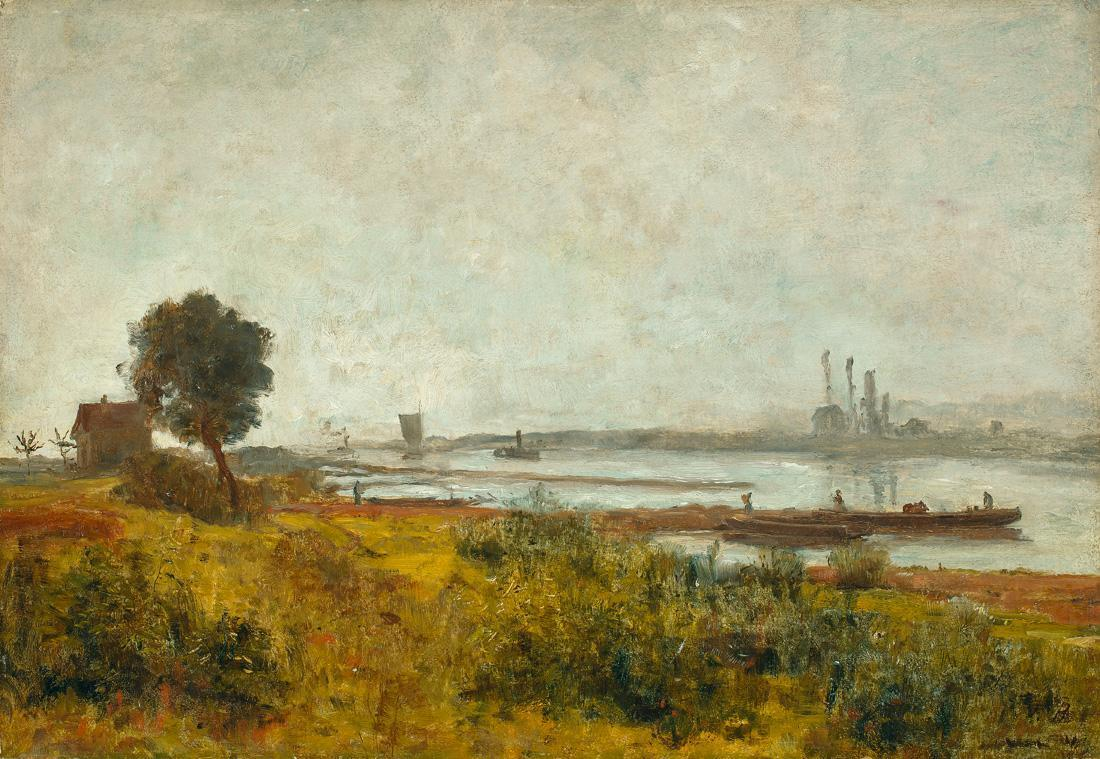
Берег реки в Мекленбурге.
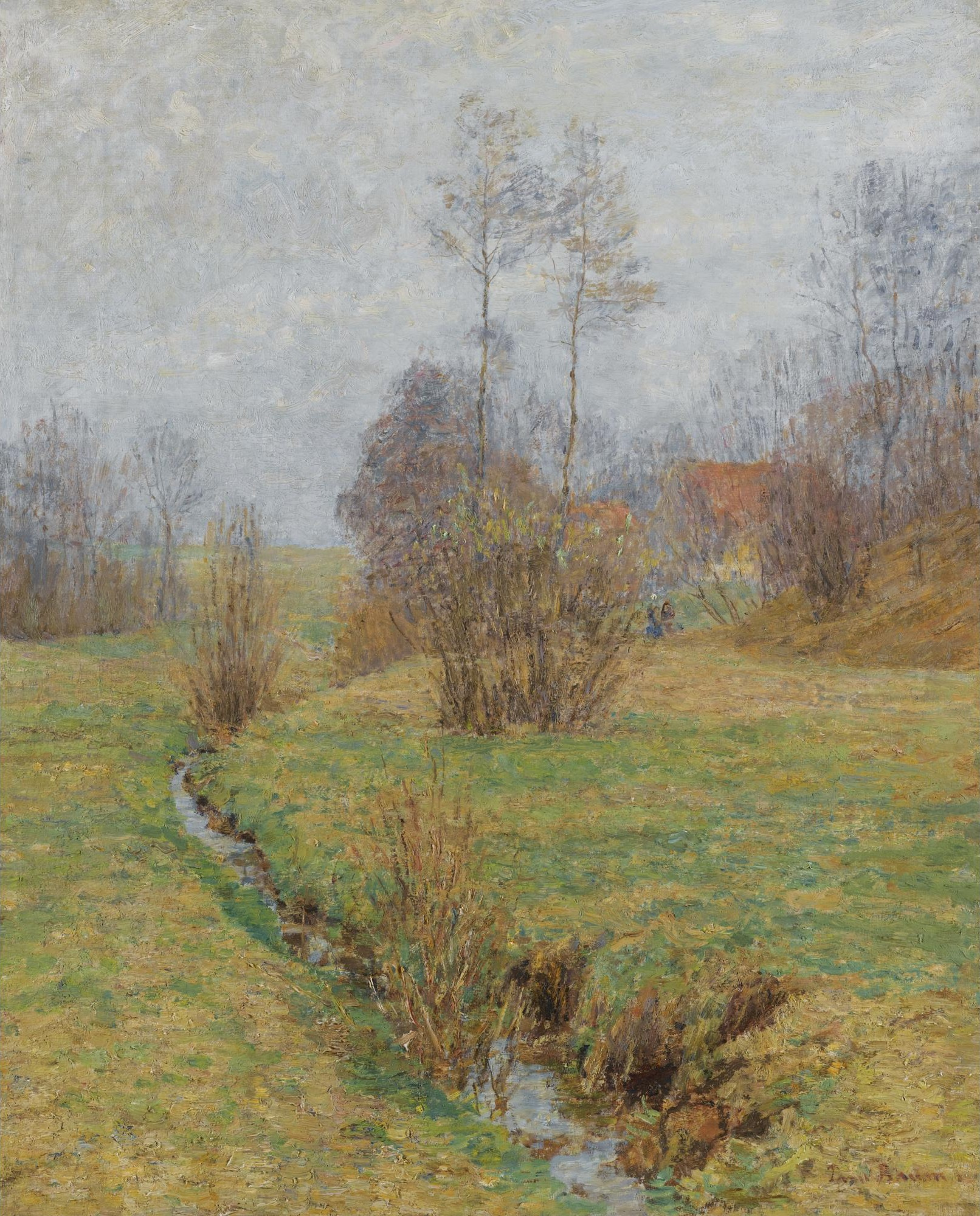
Ручей.
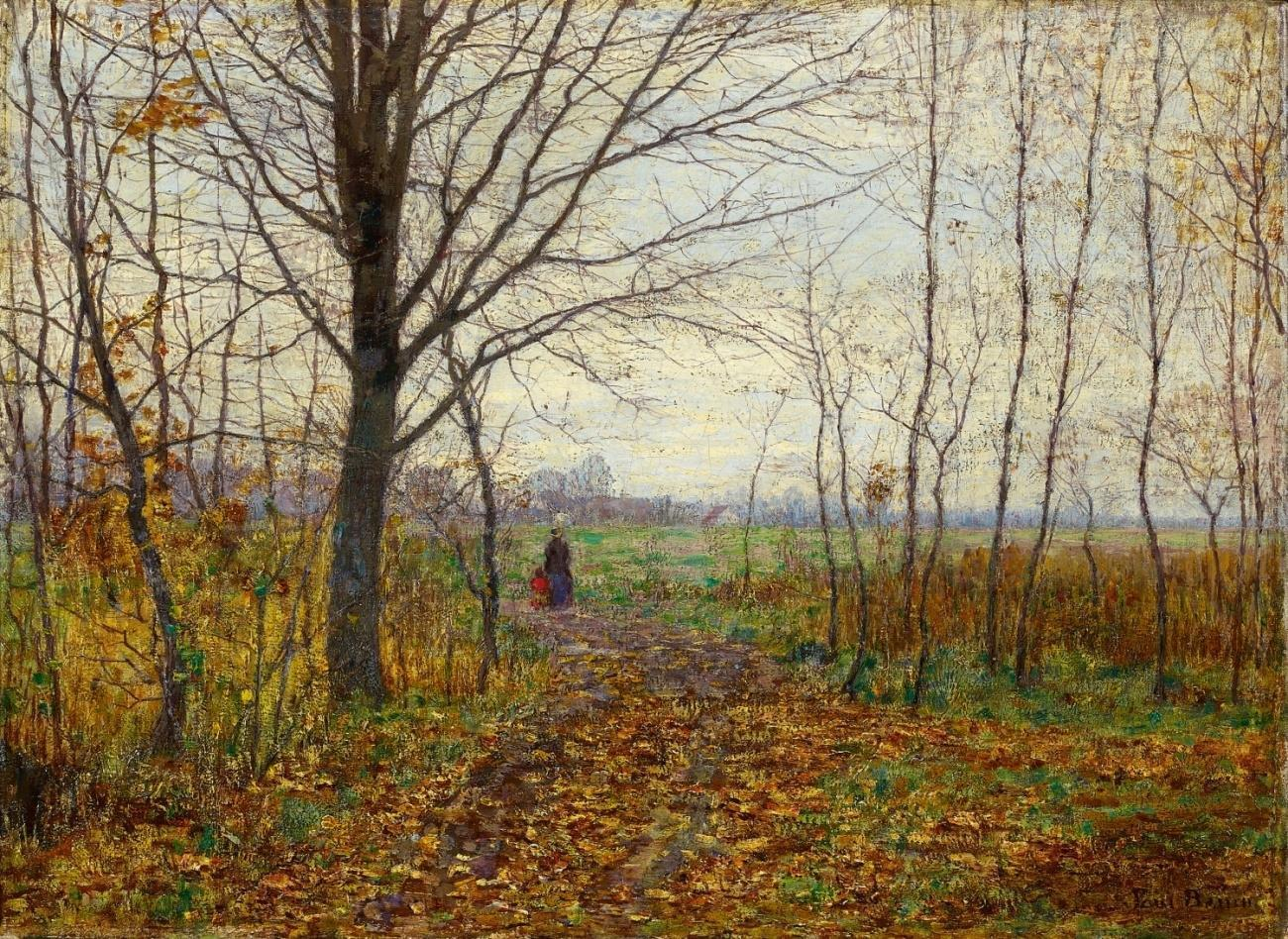
Опушка леса ранней весной.
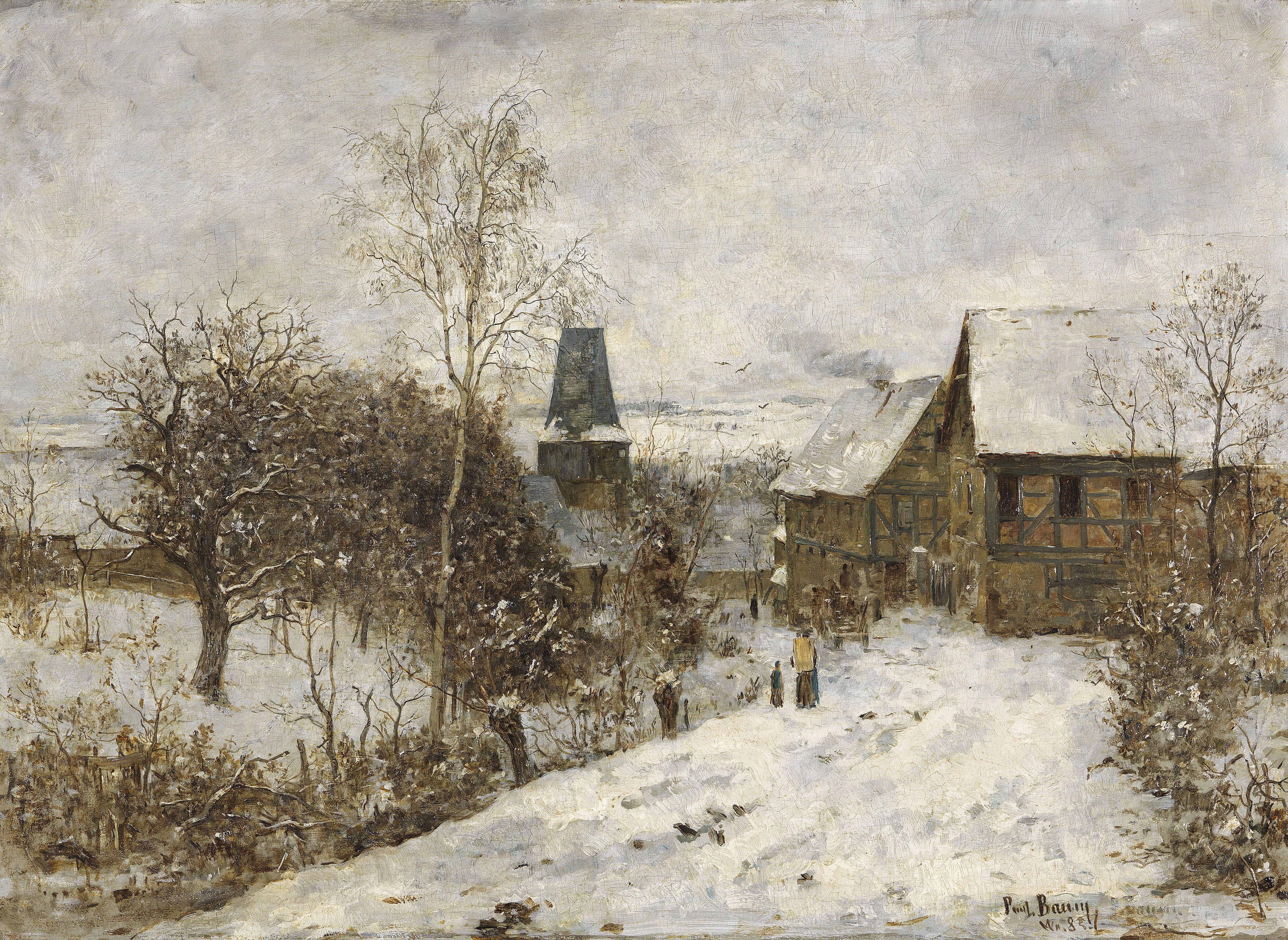
Зима в Веймаре.
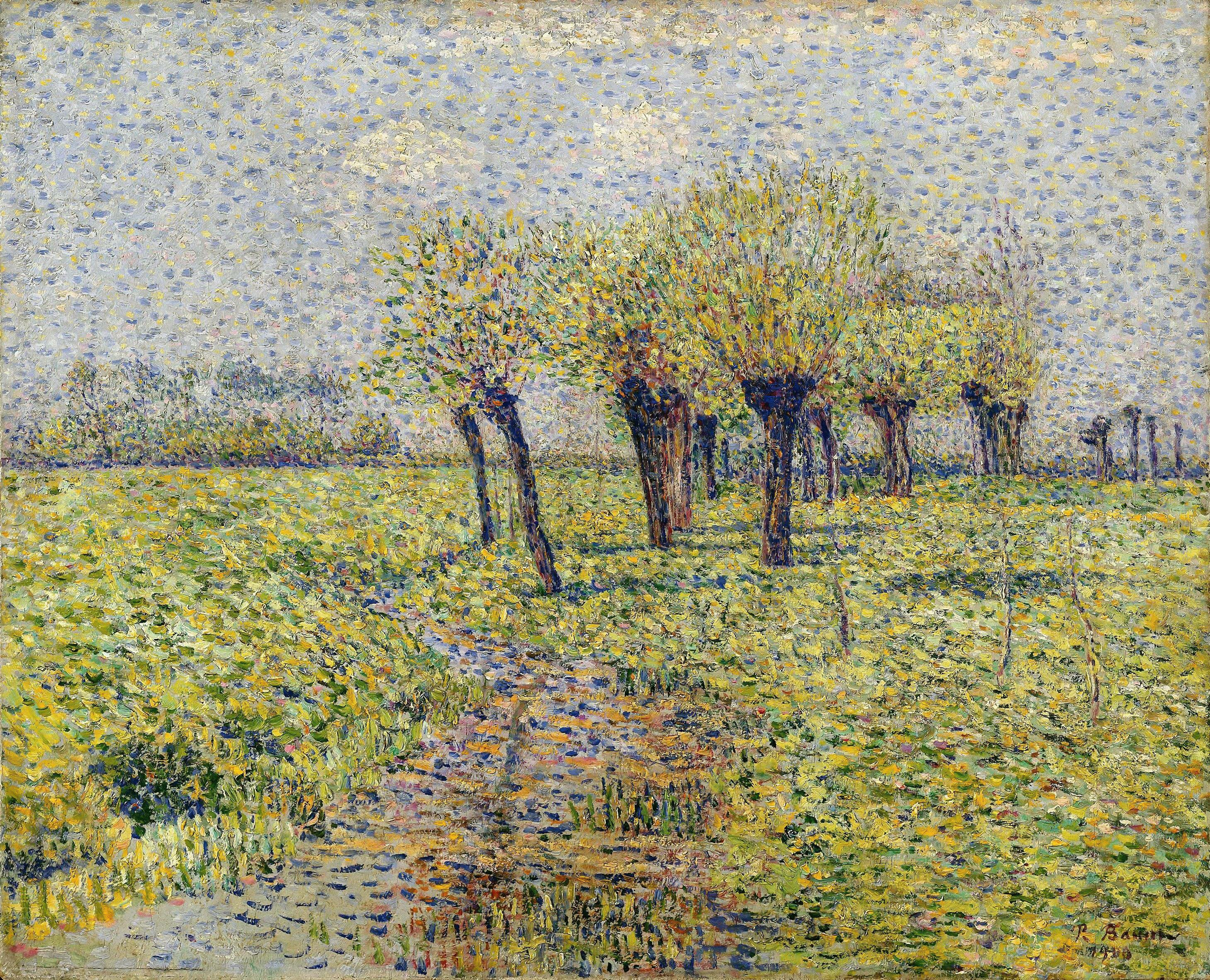
Ивы у ручья.
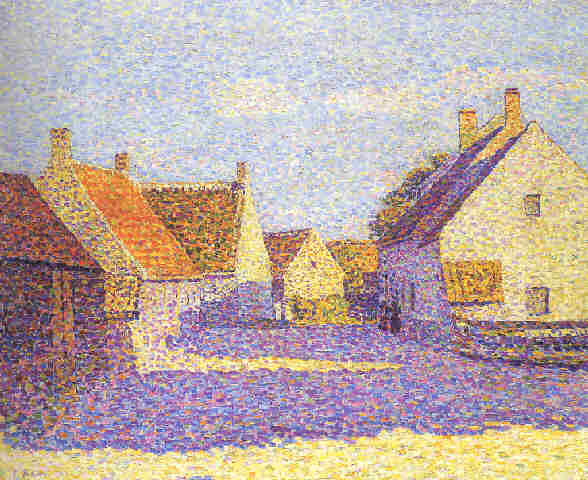
Деревенская улица в Голландии в лучах послеполуденного солнца.
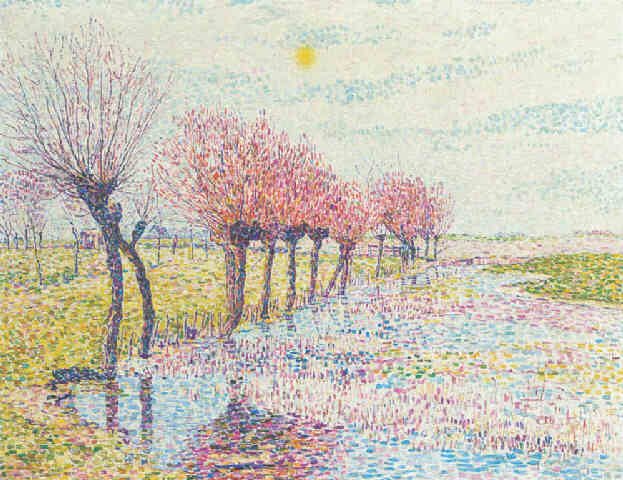
Весна.
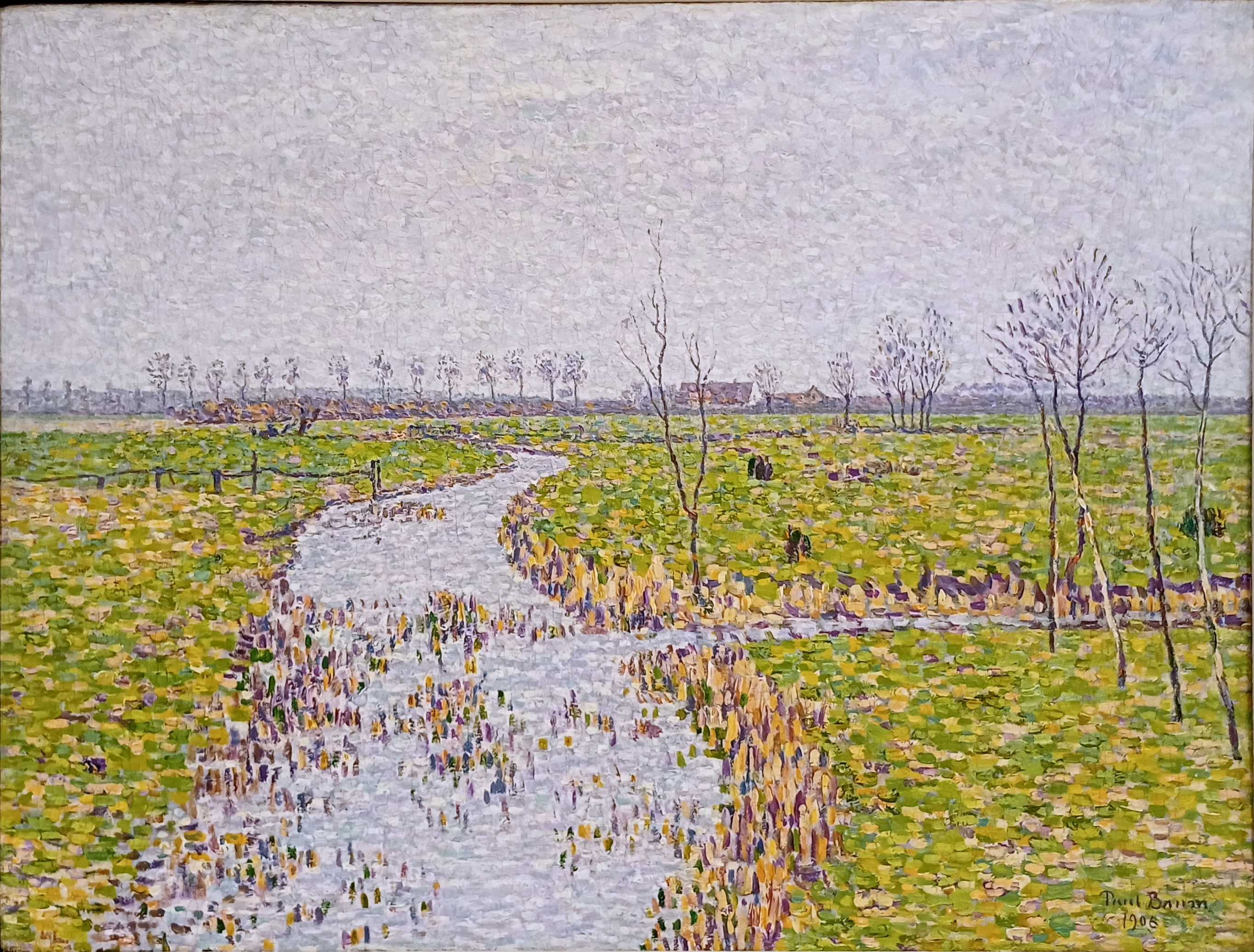
Вид окрестностей Слёйса.
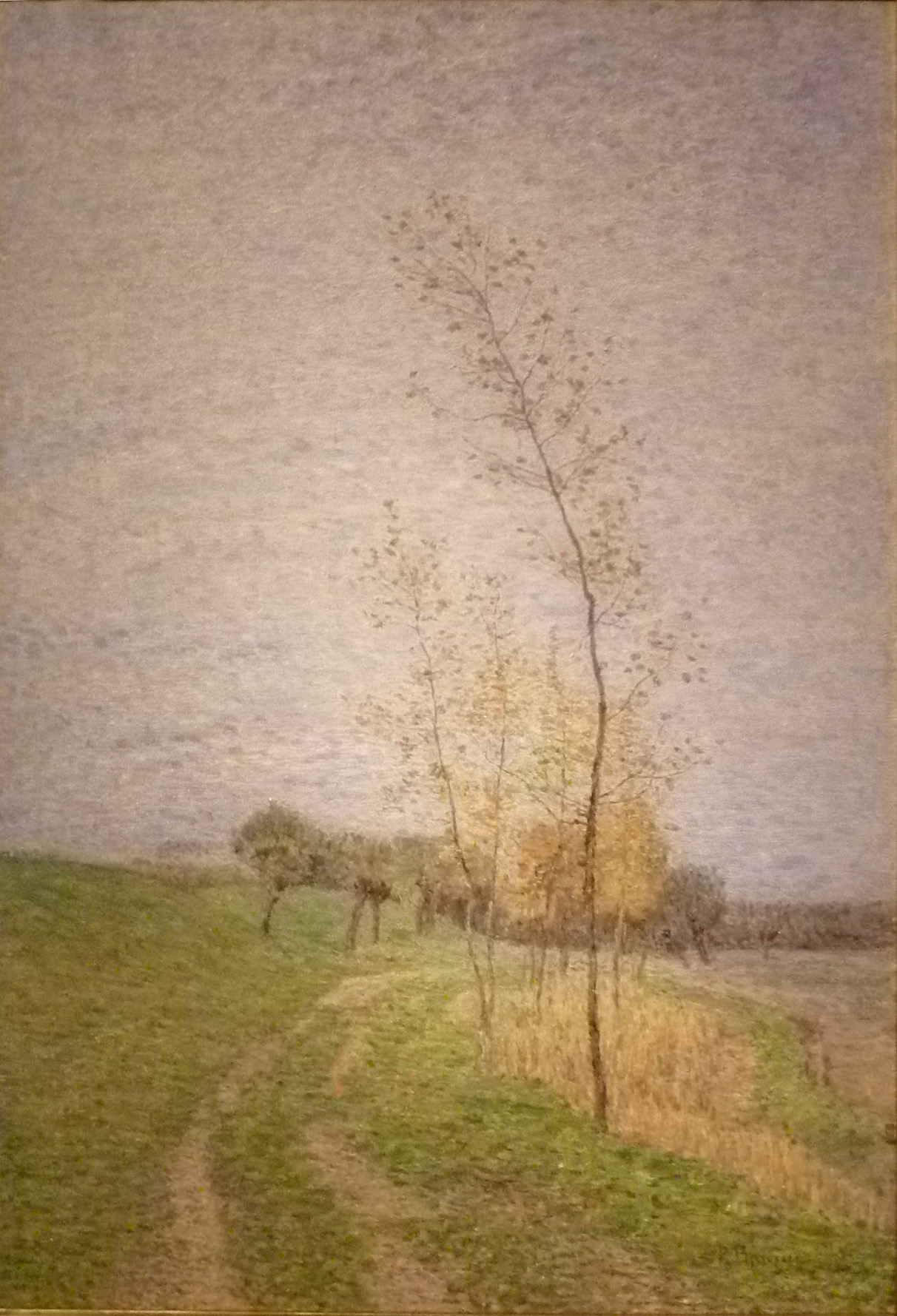
Дорога через поля.